# Racikî, Volodarka
Racikî (în ucraineană Рачки) este localitatea de reședință a comunei Racikî din raionul Volodarka, regiunea Kiev, Ucraina.

## Demografie
Componența lingvistică a localității Racikî
     Ucraineană (100%)
Conform recensământului din 2001, toată populația localității Racikî era vorbitoare de ucraineană (100%).